# Zombie (Lied)
Zombie ist ein im September 1994 veröffentlichtes Lied der irischen Band The Cranberries, das von Dolores O’Riordan geschrieben wurde. Der Text behandelt den Nordirlandkonflikt. Es war die erste Singleauskopplung des Albums No Need to Argue und die dritte der Band insgesamt. Aufgenommen wurde der Song 1994 in den Windmill Lane Studios in Dublin, produziert von Stephen Street und veröffentlicht vom Label Island Records.

## Entstehungsgeschichte
Zombie gilt als Protestsong gegen den Nordirlandkonflikt. Den Text des Liedes schrieb Dolores O’Riordan während einer Tour der Band 1993 in England in Erinnerung an zwei Kinder (Jonathan Ball und Tim Parry), die während eines Bombenanschlags der IRA am 20. März 1993 in Warrington getötet wurden. Wesentliche Passagen beziehen sich auf den Osteraufstand 1916 und seine traumatischen Folgen.
Im Text heißt es so unter anderem:

“It’s the same old theme since 1916.
In your head,
In your head they’re still fightin’
with their tanks and their bombs
and their bombs and their guns.
In your head,
In your head they are dyin’.”

Frederic C. Millet interpretiert Zombie als Metapher, dass Krieg und Gewalt jeden zum Töten ohne Grund befähigen, gleichsam wie Roboter oder als Untote des damaligen Aufstands. In einer weiteren Textzeile würde die Sinnlosigkeit des gewaltsamen Konflikts durch “What’s in your head, Zombie” bestärkt. Gleichsam befrage O’Riordan ihr Publikum, warum Irland und England sich nach all den Jahren noch bekämpfen würden, wie etwa in der Textzeile “In your head they’re still fighting”.

## Stil
Stilistisch ist der Titel für die Band eher untypisch mit einem E-Gitarren-Riff ausgestattet, der ihm einen Grunge- bzw. Alternative-Rock-Charakter verleiht. Das in E-Moll gehaltene Lied steht im 4/4-Takt. Das Intro, die ostinate Akkordfolge Em-C-G-D, wird ruhig von einer unverzerrten E-Gitarre gespielt. Später kommen eine verzerrte E-Gitarre, E-Bass, Schlagzeug und ein Tamburin zum Einsatz, was insgesamt eine Steigerung der Lautstärke und der Dynamik bis hin zum Refrain bewirkt. Der weibliche Gesang ist zeitweise zweistimmig und wird ebenfalls im Refrain ausdrucksstärker. Die ruhigeren Strophen und der dynamischere Refrain wiederholen sich zweimal und werden durch Solopassagen von E-Gitarre und Bass unterbrochen, bis das Lied wiederum leise endet.

## Musikvideo
Das Musikvideo wurde im Sommer 1994 veröffentlicht und von Doug Friedman bei H.S.I. Productions produziert. Wie bei allen Singleveröffentlichungen des Albums No need to argue führte Samuel Bayer die Regie. Das überwiegend in Schwarz-Weiß gehaltene Video kritisiert die fortlaufende Gewalt im Nordirlandkonflikt bis zum Zeitpunkt seiner Veröffentlichung. In einer ersten Szene wird die Band in einer Baracke ohne Publikum spielend gezeigt. In einer weiteren farbigen Szene steht die Sängerin Dolores komplett in Gold gekleidet vor einem Kreuz in Gegenwart von Kindern, die wiederum silbern geschminkt sind. Eine dritte schwarz-weiße Szene zeigt die Kinder in einer Straße Krieg spielend und britische Soldaten, die Autos kontrollieren.

## Kommerzieller Erfolg
Zombie war das erfolgreichste Lied der Cranberries in Europa und ihr einziger Nummer-eins-Hit. In Deutschland erhielt der Song eine Platin-Schallplatte, in Österreich Gold. 1995 gewann Zombie den MTV Europe Music Award für den besten Song.

### Chartplatzierungen
| ChartsChartplatzierungen     | Höchstplatzierung | Wochen |
| ---------------------------- | ----------------- | ------ |
| Deutschland (GfK)            | 1 (28 Wo.)        | 28     |
| Irland (IRMA)                | 3 (15 Wo.)        | 15     |
| Österreich (Ö3)              | 2 (24 Wo.)        | 24     |
| Schweiz (IFPI)               | 2 (31 Wo.)        | 31     |
| Vereinigtes Königreich (OCC) | 14 (13 Wo.)       | 13     |

| ChartsJahrescharts (1995) | Platzierung |
| ------------------------- | ----------- |
| Deutschland (GfK)         | 4           |
| Österreich (Ö3)           | 7           |
| Schweiz (IFPI)            | 7           |

### Auszeichnungen für Musikverkäufe
| Land/Region                  | Auszeichnungen für Musikverkäufe (Land/Region, Auszeichnung, Verkäufe) | Verkäufe  |
| ---------------------------- | ---------------------------------------------------------------------- | --------- |
| Australien (ARIA)            | Platin                                                                 | 70.000    |
| Belgien (BRMA)               | Platin                                                                 | 50.000    |
| Brasilien (PMB)              | Gold                                                                   | 30.000    |
| Dänemark (IFPI)              | Platin                                                                 | 90.000    |
| Deutschland (BVMI)           | Platin                                                                 | 500.000   |
| Italien (FIMI)               | 2× Platin                                                              | 140.000   |
| Neuseeland (RMNZ)            | 5× Platin                                                              | 150.000   |
| Österreich (IFPI)            | Gold                                                                   | 25.000    |
| Spanien (Promusicae)         | 2× Platin                                                              | 120.000   |
| Vereinigtes Königreich (BPI) | 3× Platin                                                              | 1.800.000 |
| Insgesamt                    | 2× Gold · 16× Platin ·                                                 | 2.965.000 |

Hauptartikel: The Cranberries/Auszeichnungen für Musikverkäufe

## Coverversionen
Der Song wurde öfter von Künstlern verschiedener Musikrichtungen gecovert.
- 1995 veröffentlichte das italienische Quartett A.D.A.M. featuring Amy eine Eurodance-Version, die u. a. Platz 16 der britischen Charts erreichte.[14]
- 1995 veröffentlichte die Fun-Metal-Band J.B.O auf dem Album Explizite Lyrik den Song Odysee auf Ukw. Darin enthalten ist die Passage „wie ein Reh(eh), wie ein Reh(eh), Bambi, Bambi“ zur Melodie von Zombie.
- Um dieselbe Zeit spielte der Radiosender SWF3 eine Coverversion, die sich auf die Person „Frau Zombie“ aus der Serie Feinkost Zipp bezog.
- 2009 veröffentlichte die britische Metal-Band Breed 77 eine Cover-Version des Stücks.
- 2017 nutzte die deutsche Rapgruppe 187 Strassenbande die Melodie des Refrains für den Refrain ihres Songs Millionär, der Platz 2 der deutschen Charts belegte.
- 2017 sampelte der US-amerikanische Rapper Eminem das Lied für den Refrain und den Beat seines Songs In Your Head, der auf seinem Studioalbum Revival enthalten ist. Das Stück erreichte Rang 19 der britischen Charts.
- 2017 veröffentlichte der niederländische DJ Ran-D eine Hardstyle-Version des Liedes.[15]
- 2018 wollte die US-amerikanische Metal-Band Bad Wolves das Lied erneut mit der The-Cranberries-Sängerin Dolores O’Riordan aufnehmen, diese verstarb jedoch am 15. Januar 2018 vor der Aufnahme in London. Bad Wolves coverten das Lied dennoch und veröffentlichten ein Musikvideo am 22. Februar 2018. Nach einem Konzert in New York City am 19. Juni 2018 überreichte die Band einen Scheck in Höhe von 250.000 US-Dollar an O’Riordans Kinder.[16]